# Onthophagus squalidus
Onthophagus squalidus es una especie de insecto del género Onthophagus, familia Scarabaeidae, orden Coleoptera.
Fue descrita científicamente por Lea en 1923.